# Društvo prijatelja Hajduka u Zagrebu
DPH Zagreb ili punim imenom Društvo prijatelja HNK Hajduk u Zagrebu, svoje prve aktivnosti bilježi davne 1949. godine, kada je održana osnivačka skupština Društva. Glavni ciljevi Društva vezani su za promidžbu imena Hajduka u Zagrebu, organizirano gledanje utakmica, učlanjivanje, organizacija Bile noći za Hajduka itd.

## O društvu
Društvo je službena udruga Hrvatskog nogometnog kluba Hajduk Split š.d.d., s kojim ima potpisan ugovor o suradnji. Članovi Društva automatizmom su i članovi Hajduka, plaća se jedna članarina te sav prihod od nje pripada Hajduku, koji vodi bazu članova. Osim DPH Zagreb, postoji niz društava iz drugih gradova i država, koja djeluju s istim ciljem.